# Mraclin
Mraclin falu Horvátországban Zágráb megyében. Közigazgatásilag Nagygoricához tartozik.

## Fekvése
Zágráb központjától 18 km-re, községközpontjától 6 km-re délkeletre, a Száva-Odra-csatorna partján, az A11-es autópálya mellett fekszik.

## Története
A régészeti leletek tanúsága szerint területén már a kőkorszakban is éltek emberek, ezt bizonyítja az itt megtalált átfúrt kőből készített függő és szekerce. 35 körül rómaiak érkeztek erre a vidékre akik korszerűsítették az itt áthaladó, már a kelták által is használt Sisciába vezető utat és az út mellett, a mai Mraclin helyén felépítették Ad Fines kolóniát. A római település maradványai időről időre ma is előjönnek a Mraclin középső és déli részén végzett földmunkák során. Ad Finest egy 340 körül rajzolt római térkép is feltünteti Sisciától 20 római mérföldre. A település utcahálózata ma is a római településszerkezeten alapszik. A hagyomány szerint a 309-ben Sabariában vértanúhalált halt Szent Quirinus Siscia püspöke terjesztette el a keresztény hitet itt is a 4. század elején. 378-ban a római települést gótok pusztították el, majd az 5. században a hunok elől menekült lakossága a Vukomerići dombok közé. A 6. században avarok és szlávok, a mai horvátok ősei telepedtek le Ad Fines vidékén.
A mai Mraclin földrajzi nevei közül a Doblačot, mint birtokot említi először középkori forrás „Doblachmezew” alakban a 12. században. Birtokosa Doblachi Djed volt, akinek leszármazottai az 1258-ban említett Vratisko és fia Stanisko voltak. Ők az első ismert nevek a településről, melynek földesura a 13. század elején még a zágrábi püspökség volt. 1225-ben IV. Béla még szlavón hercegként a zágrábi várhoz tartozó egyes jobbágyokat nemesi rangra emelt, akik mentesültek a várispánok joghatósága alól és a zágrábi mező (Campi Zagrabiensis) nemeseinek közössége, azaz saját maguk által választott saját joghatóság (comes terrestris) alá kerültek. Az így megalakított Túrmezei Nemesi Kerülethez tartozott a település is, melyet 1249-ben „terra Mrascin” néven említ István szlavón bán oklevele. A név eredeti írásmódja alapján arra lehet következtetni, hogy az a Martin, vagy a Marcel személynévből származik, aki birtokosa, vagy templomának védőszentje (Szent Márton) lehetett. Doblachi Staniskót 1271-ben szabadítja fel V. István király a zágrábi vár szolgálata alól.
A Túrmezei kerület számos településéhez hasonlóan Mraclin nemeseinek is sokszor kellett megvédeni kiváltságaikat és birtokaikat. 1360-ban a selini várnagy kísérelte megkaparintani Mraclin földjét és nemeseit uralma alá hajtani. A 16. században Medvevár ura Brandenburgi György fosztogatta a falut, elvitte a bort, a termést és elhajtotta az állatokat. A fosztogatásnak II. Lajos király vetett véget, amikor 1524-ben felszabadította a mracliniakat az adófizetés alól. A király azonban 1526-ban elesett a mohácsi csatában és Medvevár új ura korbáviai Karlovich Iván újra kivetette az adókat. 1546-ban Mraclin nemeseinek új ellensége támadt az új horvát hatalmasság Zrínyi Miklós horvát bán személyében, aki ismét megkísérelte alávetni őket. Mivel kiváltságaikhoz továbbra is ragaszkodtak kifosztotta házaikat, elhajtotta állataikat, elvitette a termést. A megszerzett javakat valószínűleg a török elleni védelem költségeire használta fel. 1550-ben a mracliniak fegyvert fogtak a Zrínyiek ellen, végül 1553-ban Zrínyi a mracliniaknak és többi túrmezei nemesnek elengedte az adót.
1573-ban kiváltságaik veszélyeztetése miatt a mraclini nemesek is részt vettek a Matija Gubec vezette horvát parasztfelkelésben.
A mracliniak másik ellensége a török gyakori rajtaütéseivel továbbra is rettegésben tartotta a települést. Minden korábbinál nagyobb pusztítást kellett elszenvedniük amikor 1592-ben Hasszán boszniai pasa végigpusztította a Túrmezőt és mintegy 35000 lakost hurcolt rabságba számos ősi túrmezei család pusztult ki és nem maradt egyetlen ép falu sem. A közeli várak közül elpusztult Vukovina kis erőssége is és csak Želin vára tudott ellenállni. A török veszély megszűnése annak a nagy győzelemnek köszönhető, melyet a császári csapatokkal megerősített horvát sereg 1593. június 22-én Sziszeknél aratott a török felett. A hétéves háborúban Mraclin 16 lovas katonát adott Mária Teréziának. 1848-ban 6 mraclini harcolt Jelačić ellen a magyar honvédseregben, a túrmezei nemesség nagy része ugyanis ősi kiváltságaik védelme miatt magyarpárti volt. A magyar és az illír párt közötti ellenségeskedés nemegyszer tettlegességig fajult. A magyar szabadságharc leverése után a Habsburg adminisztráció a kiváltságokat megszüntette.
1852-ben minden túrmezei családnak elrendelték az adózást, ezzel megkezdődött a túrmezei közösség szétesése. 1862-ben megépült a zágráb-sziszeki vasútvonal és begördült az első vonat a településre. A lakosság száma nagymértékben nőtt, 1866-ra Mraclin lett a Túrmező legnépesebb faluja. 1888-ban megalakult az önkéntes tűzoltóegylet. 1895-ben felépült a Szent Vid templom. 1908-ban megnyílt a település iskolája. 1857-ben 625, 1910-ben 936 lakosa volt. Trianon előtt Zágráb vármegye Nagygoricai járásához tartozott. 1922-ben Marija Grandovec tanítónő megalapította a női énekkart. 1923-ban felépült az iskola új épülete. 1932-ben megalapították a „ Jelačić“ sportegyesületet, a mai NK Mraclin labdarúgóklub elődjét. 1934-ben megalakult a férfi énekkar is. 1935-ben a mracliniak megalapították saját Radić sportklubjukat. 1938-ban megalakult a "Kopač" énekegyüttes.
1943. szeptember 27-én éjjel 11 órakor nagy robbanásra ébredtek a falu lakói. A partizánok aláaknázták és egy német páncélvonat alatt felrobbantották az Odbina patak felett átívelő vasúti hidat. A vonatról leugráló németek rögtön lövöldözni kezdtek és felgyújtották a közeli házakat. Két helyi lakost kivégeztek. Szeptember 29-én a németek ostromgyűrűbe fogták a falut. A lakosság a templomhoz menekült, miközben a németek kirabolták és felgyújtották otthonaikat. Tíz helyi lakost hurcoltak ausztriai koncentrációs táborba. A háború után nyílt meg a település postája. 1947-ben bevezették az elektromos áramot. 1952-ben megalakult a település kulturális és művelődési egyesülete a "Dučec". Még ebben az évben megalakult az ifjúsági kulturális egyesület is. 1955-ben a faluház épületében könyvtár nyílt. 1960-ban új labdarúgópálya épült, elkezdődött az új közösségi ház építése is. A 60-as évek közepén elkészült az utak aszfaltozása. A honvédő háború idején Mraclin lakói faluőrséget hoztak létre, melyet 1991 szeptember 15-én kellett először riadóztatni. November elején a falu bejáratánál levő trafóállomást érte rakétatámadás. A mracliniak behúzódtak házaikba, de volt aki elmenekült. A nyugalom csak a horvát hadsereg "Vihar" hadművelete után állt helyre. A harcokban a falunak egy halottja és egy súlyos sérültje volt. 1993-ban könyv jelent meg a település történetéről. 2001-ben Mraclinnak 1106 lakosa volt. Ma a településen óvoda, alapiskola, két közösségi ház, tűzoltóegylet, kulturális egyesület, vadásztársaság, labdarúgóklub és sportház működik.

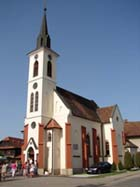
A Szent Vid templom

## Lakosság
| Lakosság változása | Lakosság változása | Lakosság változása | Lakosság változása | Lakosság változása | Lakosság változása | Lakosság változása | Lakosság változása | Lakosság változása | Lakosság változása | Lakosság változása | Lakosság változása | Lakosság változása | Lakosság változása | Lakosság változása |
| ------------------ | ------------------ | ------------------ | ------------------ | ------------------ | ------------------ | ------------------ | ------------------ | ------------------ | ------------------ | ------------------ | ------------------ | ------------------ | ------------------ | ------------------ |
| 1857               | 1869               | 1880               | 1890               | 1900               | 1910               | 1921               | 1931               | 1948               | 1953               | 1961               | 1971               | 1981               | 1991               | 2001               |
| 625                | 719                | 846                | 914                | 960                | 936                | 1044               | 1168               | 1199               | 1155               | 1316               | 1184               | 1057               | 1012               | 1106               |

## Nevezetességei
- Szent Vid tiszteletére szentelt temploma[3] 1894-ben épült Kosta Tomac sziszeki építész tervei szerint. Elődje egy az 1678 egyházi látogatás által először említett fakápolna volt, melyet később falazott formában építettek újjá. Neogótikus, egyhajós épület latin kereszt alaprajzzal. A hajótér négy keresztboltozatra oszlik. A templom külsejét a főhomlokzat középső tengelyében található harangtorony uralja, a körítőfalakat pedig az eltérő színnel vakolt támpillérek támasztják meg. Főoltára Szent Vid, mellékoltárai Szent Flórián és Szent Anna tiszteletére vannak szentelve.

- Az iskola épülete[4] a falu központjában található. 1923-ban épült Nikola Hribar építész tervei alapján. Négyszögletes alaprajzú épület, de a hátsó rész középső részén pedig egy kiugrás található, amelyben a lépcsőház található. Az épület sajátossága a méretkülönbségben nyilvánul meg, mivel a keleti oldal emeletes, a nyugati pedig a földszintes. A homlokzat dekorációja a szecesszió jellegzetes elemeiből áll, szerény módon kivitelezve.

- Védett épület a Radić testvérek utca 70. szám alatti, 1889-ben épített emeletes fa lakóház.[5] A ház a település központjában, a templom közelében áll. Hosszúkás alaprajzú, kontyolt nyeregtetős épület. Az alapok téglából készültek, a ház többi része pedig vízszintesen egymásra rakott deszkából készült, amelyeket a sarkoknál pontos ácskapcsokkal kapcsoltak össze. A földszint konyhára, kamrára és sekély alagsorra, valamint a veranda alatti, utcára néző keskeny szobára van felosztva. Az emeleti lépcsők a folyosóra vezetnek, ahonnan két szobába és egy utcára néző verandára lehet belépni. A lakótér belseje vakolt és meszelt.